# Reprua
Il Reprua è un fiume situato in Abcasia, in Georgia.
La sua lunghezza pari a ventisette metri lo rende probabilmente il più corto del mondo dopo il Tamborasi in Indonesia e il Kovasselva in Norvegia, entrambi lunghi venti metri.